# Prusinowice (Mazovie)
Pour les articles homonymes, voir Prusinowice.
Prusinowice (prononciation : [pruɕinɔˈvit͡sɛ]) est un village polonais de la gmina de Świercze dans le powiat de Pułtusk de la voïvodie de Mazovie dans le centre-est de la Pologne.
Il se situe à environ 3 kilomètres au nord-est de Świercze (siège de la gmina), 20 kilomètres à l'ouest de Pułtusk (siège du powiat) et à 54 kilomètres au nord de Varsovie (capitale de la Pologne).
Le village compte approximativement une population de 254 habitants.

## Histoire
De 1975 à 1998, le village appartenait administrativement à la voïvodie de Ciechanów.